# Текс Вотсон
Чарльз Дентон «Текс» Вотсон (нар. 2 грудня 1945) — американський вбивця, який був центральним членом «сім'ї Менсона» на чолі з Чарлзом Менсоном. 9 серпня 1969 року Вотсон, Патрісія Кренвінкел і Сьюзен Аткінс вбили вагітну актрису Шерон Тейт, Джея Себрінга та трьох інших людей на Сьєло-драйв, 10050 в каньйоні Бенедикт, Лос-Анджелес. Наступної ночі Вотсон вирушив до Лос-Феліза, Лос-Анджелес, і брав участь у вбивствах Лено та Розмарі Лаб'янок. Вотсона визнали винним у вбивстві та засудили до смертної кари у 1971 році після двох років в окружній в'язниці.

## Раннє життя
Вотсон народився в Далласі, штат Техас, 2 грудня 1945 року та виріс у сусідньому Копвіллі. Він був наймолодшим із трьох дітей. Вотсон відвідував місцеву церкву, був відмінником, редактором шкільної газети та капітаном футбольної команди, а також встановив рекорд штату з бігу з низькими бар'єрами у Фармерсвільській середній школі. У вересні 1964 року Вотсон переїхав до Дентона, штат Техас для вступу в Університет Північного Техасу, де він став членом братства Pi Kappa Alpha.

## Знайомство з сім'єю Менсона
У січні 1967 року Вотсон почав працювати вантажником багажу в Braniff International. Використовуючи для подорожі безплатні авіаквитки, він відвідав однокурсника в Лос-Анджелесі; там він зацікавився психоделічним і музичним стилем життя кінця 1960-х. Одного разу Вотсон підібрав Денніса Вілсона з The Beach Boys, коли той подорожував автостопом, і підвіз його додому, де познайомився із сім'єю Менсона, яка жила з Вілсоном.

## Наркоторгівля та Бернард Кроу
У грудні 1968 року Вотсон покинув сім'ю Менсона. Він переїхав до наркодилера Розіни Кронер і став її коханцем. Кронер завагітніла, і після невдалого аборту в Мексиці вона стала на облік в медичному центрі Університету Каліфорнії в Лос-Анджелесі. Пізніше Вотсон і Кронер з'їздили ще раз до Мексики, яка закінчилася автокатастрофою. Після цього Вотсон повернувся в сім'ю Менсона.
Живучи на ранчо Спана, Вотсон нібито пограбував торговця наркотиками Джоела Росто, хлопця Шарлін Мак-Кефрі, яка працювала у Джея Себрінга. Пізніше Вотсон вкрав гроші в іншого наркоторговця Бернарда Кроу. Кроу подзвонив на ранчо, поговорив з Чарлзом Менсоном і пригрозив вбити всіх, якщо не отримає свої гроші. У відповідь Менсон вистрілив Кроу в живіт.

## Вбивства Тейт-Лаб'янок

### Вбивства у будинку Романа Поланскі
9 серпня 1969 року, як член сім'ї Менсона, Вотсон привів Сьюзен Аткінс, Лінду Касабіан і Патрісію Кренвінкел до Сьєло-драйв, 10050, дому Романа Полянського та Шерон Тейт, де вони зарізали, побили та застрелили молоду акторку та її друзів Джея Себрінга, Войцеха Фриковського та Ебігейл Фолгер. Вони також застрелили Стівена Перента, який провідував знайомого у гостьовому будинку. Вотсон і його спільники завдали лише Фолгеру 28 ножових поранень. Тейт, Себрінг і Фриковський отримали численні ножові поранення. Себрінг і Фріковські також були розстріляні. 

### Вбивство Лаб'янок
Наступної ночі Вотсон і шестеро інших пішли в будинок Лено та Розмарі Лаб'янок. Менсон і Вотсон увійшли в будинок. За книгою Вотсона «Ти помреш заради мене?», Менсон тримав мешканців під прицілом, поки Вотсон зв'язував їх. Потім Менсон повернувся до машини та відправив Кренвінкел і Ван Гаутен в будинок. Потім Кренвінкел і Ван Гаутен убили подружжя. 
2 жовтня 1969 року Вотсон втік із ранчо Спана та повернувся до свого рідного штату Техас. 30 листопада 1969 року Вотсона заарештували в Техасі за вбивство Тейт-Лаб'янок. Він і його адвокати дев'ять місяців боролися за екстрадицію до Каліфорнії. Прибувши до Каліфорнії, Вотсон перестав розмовляти та їсти, втративши 55 фунтів і почав впадати в кататонічний стан. Його госпіталізували до державної лікарні Атаскадеро на 90-денне обстеження для визначення можливості постати перед судом. Вотсон залишався там до лютого 1971 року, і був визнаний здатним постати перед судом :514–515.
12 жовтня 1971 року Вотсон був засуджений за семи пунктами звинувачення у вбивстві першого ступеня та одним пунктом звинувачення у змові з метою вбивства. Через тиждень тим самим присяжним знадобилося лише дві з половиною години, щоб визначити його осудність. 21 жовтня 1971 року Вотсон був засуджений до страти. Він прибув до камери смертників у Каліфорнії 17 листопада 1971 року. Вотсон уникнув страти через рішення Верховного суду штату Каліфорнія у справі «Люди проти Андерсона», яке призвело до визнання недійсними всіх смертних вироків, винесених у Каліфорнії до 1972 року :661–662. Його визнали винним у вбивствах семи людей: Ебігейл Фолгер, Войцеха Фріковського, Стівена Перента, Шерон Тейт, яка була на восьмому місяці вагітності, Джея Себрінга, Лено Лаб'янку та Розмарі Лаб'янку.

## Ув'язнення
Згідно з його вебсайтом для роботи з ув'язненими, Вотсон прийняв християнство в 1975 році. Автобіографія Вотсона «Ти помреш за мене?» була опублікована в 1978 році. У 1979 році він одружився з Крістін Джоан Свеге. Завдяки подружнім побаченням вони змогли народити чотирьох дітей (трьох хлопчиків й одну дівчинку), але ці побачення для довічно ув'язнених були заборонені в жовтні 1996 року. Після 24 років шлюбу Свеге розлучилася з Вотсоном після зустрічі іншого у 2003 році. Свеге та Вотсон залишаються друзями. У 1981 році він став священником, а у 2009 році здобув ступінь бакалавра з управління бізнесом у коледжі приватного університету Каліфорнії, навчаючись дистанційно.
У серпні 1982 року група «Громадяни за правду» з Південної Каліфорнії подала близько 80 000 підписів під петицією та кілька тисяч листів проти умовно-дострокового звільнення Вотсона. Групу підтримала Доріс Тейт, мати жертви Шерон Тейт. Пізніше група разом із Доріс Тейт і її доньками Патрісією та Деброю подала петиції з понад двома мільйонами підписів.
У 2012 році Вотсон оскаржив запит на оприлюднення записів, зроблених у 1969 році, зі своїм захисником Біллом Бойдом. Записи стали частиною процедури банкрутства за участю юридичної фірми померлого адвоката. Співробітники Департаменту поліції Лос-Анджелеса заявили, що записи можуть містити підказки про нерозкриті вбивства за участю сім'ї Менсона. Вотсон попросив головуючого суддю дозволити поліції прослухати записи, але не заволодіти ними. Суддя Річард А. Шелл постановив, що Вотсон відмовився від адвокатської таємниці щодо плівок після того, як він дозволив співавтору своїх мемуарів 1978 року прослухати записи. Поліція Лос-Анджелеса отримала записи, на яких нібито Вотсон зізнається в інших вбивствах, але, як повідомляється, нової інформації немає. У вересні 2014 року Річард Пфайффер, адвокат Леслі Ван Гаутен, сказав, що він розглядає можливість залучення записів у суді, щоб знайти інформацію, яка може допомогти Ван Гаутен під час її наступного клопотання про умовно-дострокове звільнення.
Мінімальна дата на клопотання про умовно-дострокове звільнення Вотсона була 26 листопада 1976 року; відтоді йому було відмовлено в умовно-достроковому звільненні 18 разів. На слуханні колегії у жовтні 2021 року він отримав відмову в клопотанні про умовно-дострокове звільнення на п'ять років. Він залишається ув'язненим у виправній колонії Річарда Дж. Донована в Сан-Дієго, Каліфорнія.

## У популярній культурі
- У фільмі «Так сказав Чарлі» 2018 року його втілив Чейс Кроуфорд.
- У фільмі Квентіна Тарантіно 2019 року «Одного разу в Голлівуді» його зіграв Остін Батлер.
- У 2019 році його зіграв Крістофер Бекус у серіалі Netflix «Мисливець за розумом» Девіда Фінчера.